# Épaney
Épaney é uma comuna francesa na região administrativa da Normandia, no departamento Calvados. Estende-se por uma área de 11,73 km². Em 2010 a comuna tinha 523 habitantes (densidade: 44,6 hab./km²).